# Tajeddine Mounour
Tajeddine Mounour (arab. تاج الدين منور, ur. 12 grudnia 1982 w Fezie) – marokański piłkarz, grający jako obrońca.

## Klub

### Wydad Fès
Zaczynał karierę w Wydadzie Fès, gdzie grał w zespole juniorskim, a później w seniorskim.
W sezonie 2011/2012 (pierwszym w bazie Transfermarkt) zagrał 12 meczów, miał gola i asystę.
W sezonie 2012/2013 rozegrał 24 mecze, jak poprzednio miał gola i asystę.
W sezonie 2013/2014 wystąpił w 16 meczach.

### Chabab Rif Al Hoceima
1 lipca 2014 roku został graczem Chabab Rif Al Hoceima. W tym zespole zadebiutował 24 sierpnia 2014 roku w meczu przeciwko Olympic Safi (wygrana 3:1). Zagrał cały mecz. W sumie zagrał 23 mecze.

### Mouloudia Wadżda
1 lipca 2015 roku dołączył do Mouloudia Wadżda. W tym klubie debiut zaliczył 6 września 2015 roku w meczu przeciwko Kawkab Marrakesz (porażka 2:0). Zagrał całe spotkanie. Łącznie wystąpił w 19 meczach.

### Dalsza kariera
1 lipca 2016 roku został graczem Ittihad Khémisset. Następnie, 1 lipca 2018 roku dołączył do Chababu Mrirt. Później zakończył karierę.